# In Heat (The Fuzztones)
In Heat è il secondo album in studio dei The Fuzztones, pubblicato nel 1989.

## Descrizione
Grazie al successo del precedente album, il gruppo riuscì a ottenere un contratto nel 1987 con la Beggars Banquet la quale affidò la produzione del nuovo album a Shel Talmy.
Non contento del risultato, nel 2019 il gruppo registrò una nuova versione dell'album intitolata The Real Sound of "In Heat".

## Tracce
Lato A
1. In Heat – 2:24
2. Nine Months Later – 3:50
3. Cheyenne Rider – 3:03
4. Everything You Got – 2:31
5. Black Box – 3:24
6. Shame On You – 3:06

Durata totale: 18:18
Lato B
1. It Came In The Mail – 2:44
2. Me Tarzan, You Jane – 2:32
3. Heathen Set – 2:33
4. Hurt On Hold – 2:30
5. What You Don't Know – 2:36
6. Charlotte's Remains – 4:10

Durata totale: 17:05

## Formazione
- Rudi Protrudi: voce, chitarra, armonica
- Jordan Tarlow: voce, chitarra
- John Carlucci: basso
- Mike Czekaj: batteria, voce
- Jason Savall: organo